# كيسوكي كواتا
كيسوكي كواتا (باليابانية: 桑田佳祐؛ بالكانا: くわた けいすけ) هو موزع موسيقي ومغن مؤلف وعازف قيثارة وملحن ومنتج أسطوانات ومخرج وشاعر ياباني، ولد في 26 فبراير 1956 في تشيغاساكي في اليابان.

## وصلات خارجية
- الموقع الرسمي
- كيسوكي كواتا على موقع IMDb (الإنجليزية)
- كيسوكي كواتا على موقع ميوزك برينز (الإنجليزية)
- كيسوكي كواتا على موقع أول ميوزيك (الإنجليزية)
- كيسوكي كواتا على موقع ديسكوغز (الإنجليزية)